# Whale Pass
Whale Pass ist ein Ort mit dem Status einer City in der Prince of Wales-Hyder Census Area in Alaska. Das U.S. Census Bureau hatte bei der Volkszählung 2020 eine Einwohnerzahl von 86 ermittelt.

## Geographie
Whale Pass befindet sich im Alaska Panhandle im Südosten Alaskas, an der Nordostküste von Prince of Wales Island (122 km nordwestlich von Ketchikan). Whale Pass ist an das Straßennetz der Insel angebunden und verfügt über einen Landeplatz für Wasserflugzeuge.

## Geschichte
Whale Pass wurde Anfang des 20. Jahrhunderts als Gemeinde gegründet, die von kommerziellem Fischfang und von Holzwirtschaft lebte. Der Boom der Holzfällaktivitäten dauerte bis Anfang der 1980er Jahre an, als das lokale Holzfäller-Camp schloss. Heute ist Whale Pass ein Fischerdorf, das von Fischfang (kommerziell, zu Subsistenzzwecken und Sportfischen) sowie von der Holzwirtschaft lebt. 2017 wurde Whale Pass eine „City“.

## Demografie
Zum Zeitpunkt der Volkszählung im Jahre 2020 (U.S. Census 2020) hatte Whale Pass 86 Einwohner auf einer Landfläche von 51,43 km². Von den Einwohnern waren 78 Weiße, einer afrikanisch-amerikanischer sowie einer amerikanisch-indianischer Abstammung. Beim Zensus im Jahr 2000 wurden 58 Einwohner gezählt, 2010 waren es 31. 